# Форне Мольне, Марк
Марк Форне́ Мольне́ (кат. Marc Forné Molné; род. 30 декабря 1946, Андорра-ла-Велья) — андоррский политик, глава правительства Андорры с 7 декабря 1994 по 30 марта 2005 года.
Юрист по образованию, Форне Мольне основал Либеральную партию Андорры и после вотума недоверия главе правительства Оскару Рибасу Речу стал в 1994 его преемником. В 1997 и 2001 годах ЛПА под его руководством выигрывала выборы в Генеральный совет долин.
Форне Мольне в период своего руководства страной занимал либеральную экономическую позицию и выступал за низкие налоги и малую роль государства в экономической жизни.
В марте 2005 года за месяц до парламентских выборов он уступил кресло главы правительства Альберту Пинтату, в ноябре того же года оставив и пост лидера партии.

## Награды
- Крест Семи Рук[кат.] (10 июля 2024 года, Андорра)[5].